# Chondrocladia crinita
Chondrocladia crinita är en svampdjursart som beskrevs av Ridley och Arthur Dendy 1886. Chondrocladia crinita ingår i släktet Chondrocladia och familjen Cladorhizidae.
Artens utbredningsområde är havet kring Indonesien. Inga underarter finns listade i Catalogue of Life.